# 蘭陽平原

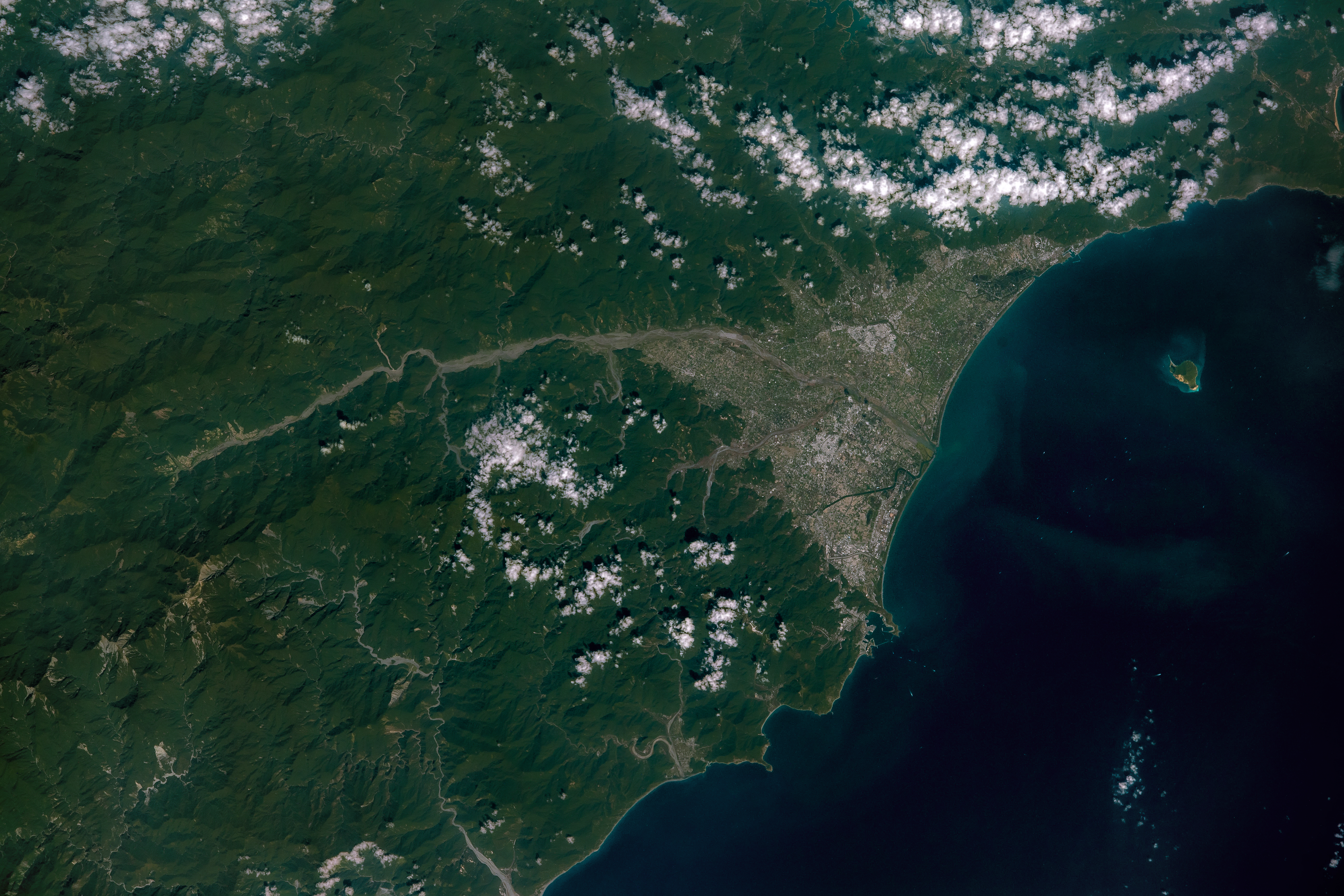
自國際太空站拍攝的蘭陽溪流域，以及其下游的蘭陽平原。

蘭陽平原，又稱宜蘭平原、噶瑪蘭平原，位於台灣東北部的宜蘭縣境內，是一個面積約有330平方公里的小型平原，主要由蘭陽溪沖積和地型升高造成，屬沖積扇平原。平原南北端各有烏石漁港及蘇澳港兩處港口，在早期為平原對外的重要口岸，今日已開發成為觀光漁港與商港。

## 歷史

俯瞰蘭陽平原與外海龜山島

蘭陽平原是台灣東部最早開發的地區，在漢人尚未進入前，蘭陽平原為平埔原住民噶瑪蘭族活躍的區域。西班牙探勘時稱此地為「Cabaran」，而伊能嘉矩則記錄噶瑪蘭語中「噶瑪蘭」應為平地人之意。故早期宜蘭被稱為「噶瑪蘭」、「蛤仔難」。蘭陽平原的開發歷史，可追溯到1776年，林元旻由烏石港北邊的河流上溯，成功入墾淇武蘭（今礁溪鄉），為漢人入墾蘭陽平原最早者。
1796年時，以吳沙為首的福建漳州府移民兩百多人的共同墾殖，當時為侵略噶瑪蘭人，故從今日的頭城為起始點，漸次建立了以「圍」、「結」為單位的聚落群，顯現出聚落的防衛功能，頭城之名由此而來。宜蘭縣志記載：『惟當時吳（沙）使用火器甚猛，平埔族終於不敵潰走，撤至西勢之哆囉美遠、珍仔滿力、辛仔罕三社為後圖，吳乘勢侵入，沿途無敵，遂入頭圍。』。

## 地理
以地理學的區域觀點而言，宜蘭因水利資源（降雨、湧泉、溝渠）豐沛，故具有明顯的散村聚落，與臺灣常見臨近水源的集村有相當不同。蘭陽平原也具有良好中地理論的架構，平原以蘭陽溪南北兩側的宜蘭市、羅東鎮為中地，四周各有規模較小的鄉鎮聚落。

## 外部連結
- 【台灣，你好！】沙發環島空拍鷹眼系列 - 宜蘭蘭陽溪谷2015/7/22卷一 （页面存档备份，存于）